# Iveco Eurocargo
 (juillet 2016).
Si vous disposez d'ouvrages ou d'articles de référence ou si vous connaissez des sites web de qualité traitant du thème abordé ici, merci de compléter l'article en donnant les références utiles à sa vérifiabilité et en les liant à la section « Notes et références ».
L'Iveco EuroCargo est un véhicule industriel couvrant une très large gamme de tonnage - 6,5 / 19 tonnes - camion porteur et tracteur de semi-remorques, fabriqué par le constructeur italien Iveco depuis 1991.

## Historique

### Première série

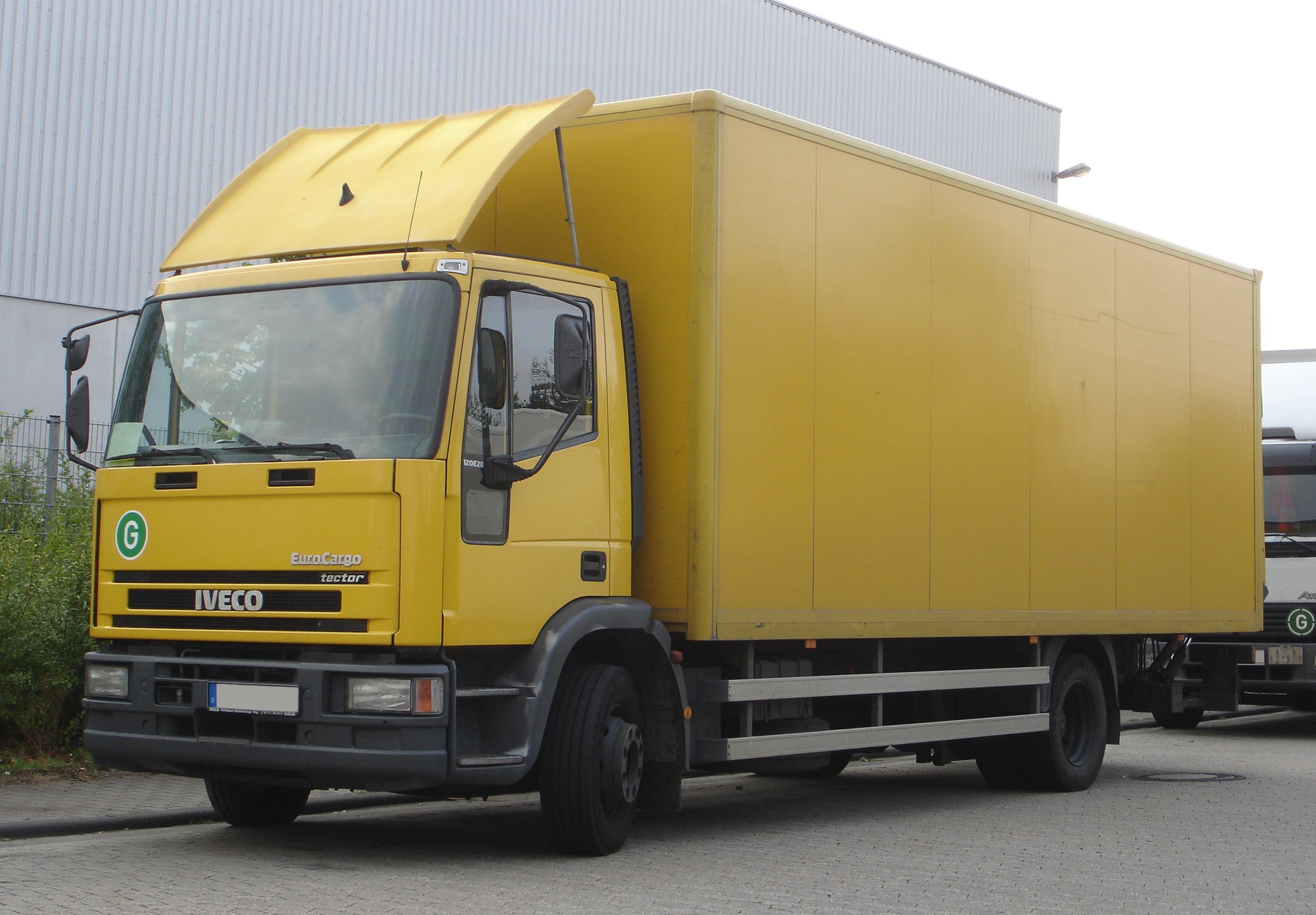
Iveco EuroCargo 1re série

La première série de l'EuroCargo est fabriquée en 1991[réf. souhaitée].
Depuis 2006, la gamme est disponible avec des moteurs Iveco Tector Euro 4, afin de répondre aux nouvelles normes antipollution.

### Seconde série
En 2001, Iveco commercialise la seconde série avec une refonte totale de son offre moteurs avec l'introduction des versions Tector[réf. souhaitée]. En 2003, l'Iveco EuroCargo franchissait le cap des 300 000 unités immatriculées[réf. nécessaire].
La coque de la cabine est rendue plus robuste et plus rigide, la cabine proprement dite est largement redessinée et son intérieur est totalement renouvelé[réf. nécessaire]. En 2006, Iveco a choisi d'équiper son camion du système SCR, Selective Catalytic Reduction, aux nouveaux moteurs Euro 4 disponibles aussi sur la gamme des modèles Eurocargo.

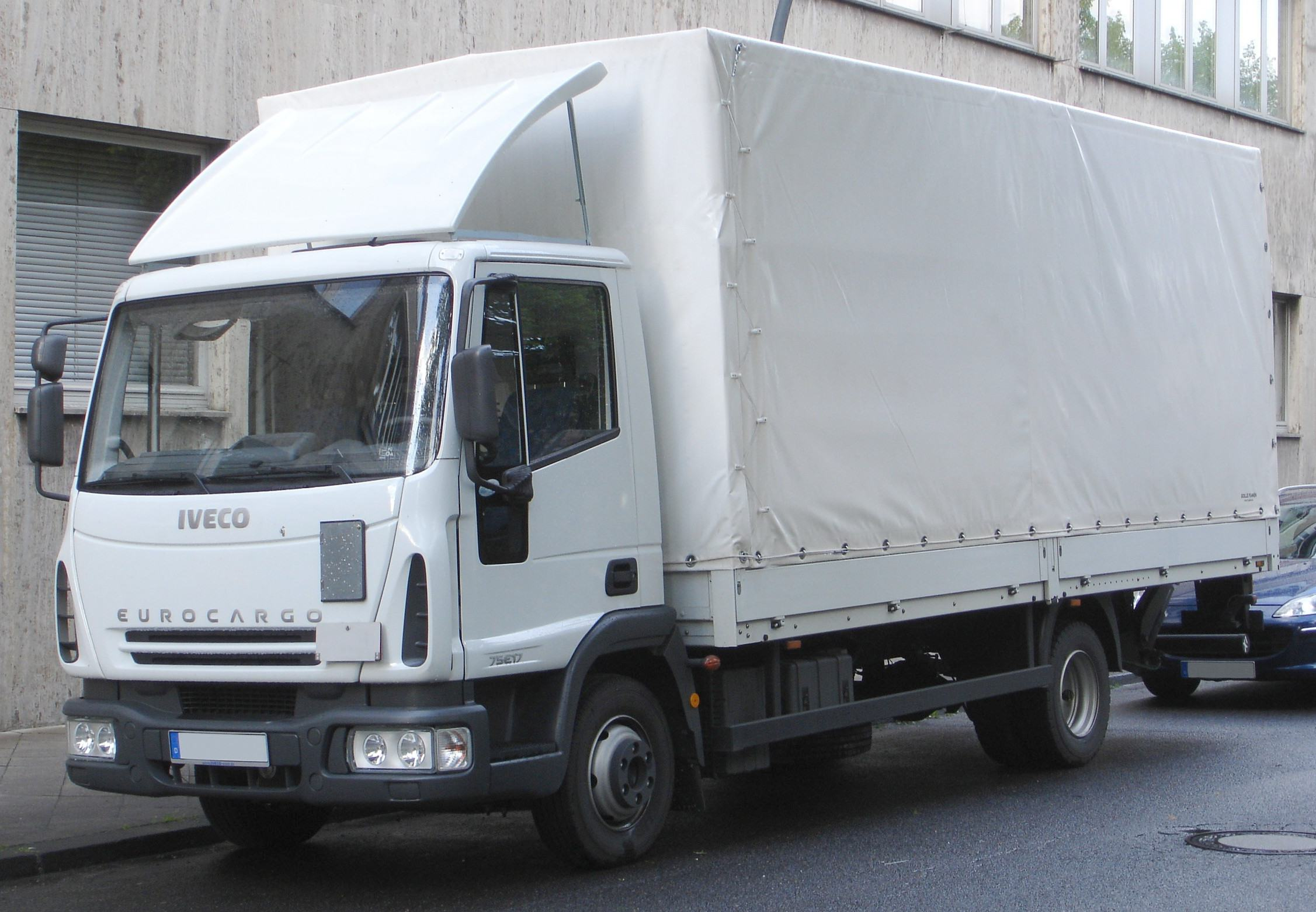
Iveco EuroCargo 2e série

L'Eurocargo reprend les sept versions de la motorisation Tector avec injection common rail à haute pression. Il s'agit d'un 4 litres à 4 cylindres en 3 puissances - 129 ch (430 N m), 150 ch (490 N m) et 170 ch (560 N m) - et d'un 6 litres à 6 cylindres en 4 puissances : 182 ch (570 N m), 210 ch (680 N m), 240 ch (810 N m) et 275 ch (930 N m). Selon la version, les moteurs sont couplés à une boîte de vitesses Iveco à 5, 6 ou 9 rapports[réf. souhaitée].

### Troisième série
Le 6 mai 2008, après 430 000 exemplaires vendus dans le monde[réf. nécessaire], Iveco présente une nouvelle série de la gamme EuroCargo. Les différents moteurs vont de 140 à 300 ch.

### Quatrième série

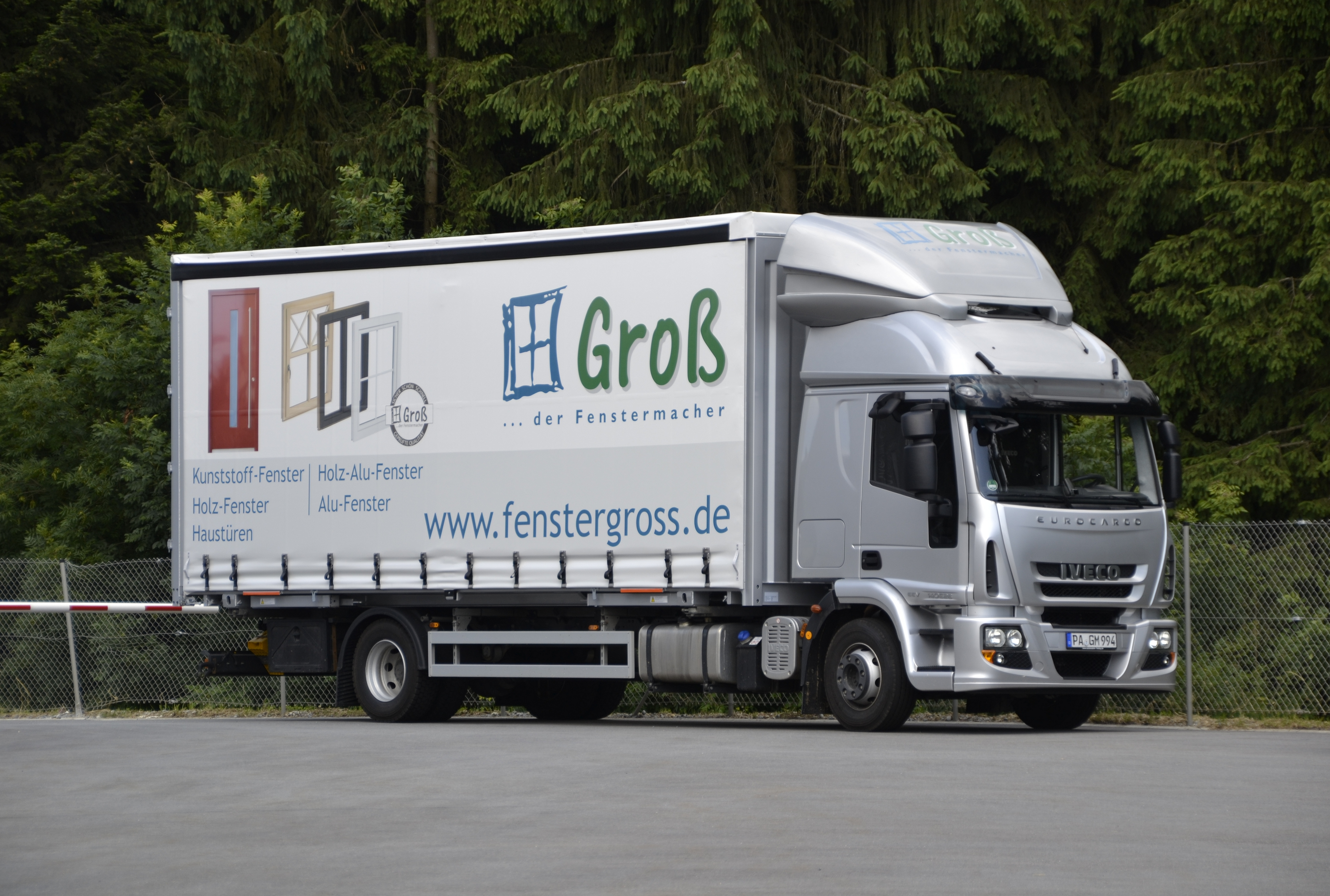
Camion Iveco Eurocargo (2013).

La quatrième série est présentée en novembre 2013.

## Les productions à l'étranger
L'usine italienne Iveco de Brescia, située entre Milan et Venise assure la totalité de la production des modèles destinés à l'Europe, mais le véhicule est aussi produit dans différents pays :
- Turquie : dans l'usine Iveco Otoyol,
- Argentine : dans l'usine Iveco Argentina. La première version de la gamme a été lancée en juillet 1995. La gamme EuroCargo est presque aussi large que celle connue en Europe. Elle possède des moteurs diesel Fiat 8060-45B, 6 cylindres en ligne turbo de 177 ch, pour les versions de la gamme légère, et du moteur 8040-45 développant jusqu'à 320 ch pour la gamme lourde moyenne. À partir de 2003, les moteurs sont, comme sur les modèles italiens, remplacés par les moteurs Tector et Cursor. La gamme a été rebaptisée Cavallino pour la tranche lourde, Tector pour la tranche moyenne et Cursor pour la tranche moyenne supérieure.
- Brésil : la gamme Iveco EuroCargo est apparue avec la seconde série en 2003, équipée des nouveaux moteurs common rail Tector. Elle est rebaptisée Iveco Tector pour la gamme basse et moyenne et Iveco Cavallino pour la gamme lourde.
- Venezuela dans l'usine Iveco de Vittoria,
- Afrique du Sud dans une nouvelle usine, à partir de 2014.

## Utilisateurs militaires
- Espagne